# Clavaria argillacea
Clavaire argilacée
Espèce
Clavaria argillacea, la Clavaire argilacée,  est une espèce de champignons agaricomycètes de la famille des Clavariaceae.